# Far Eastern University

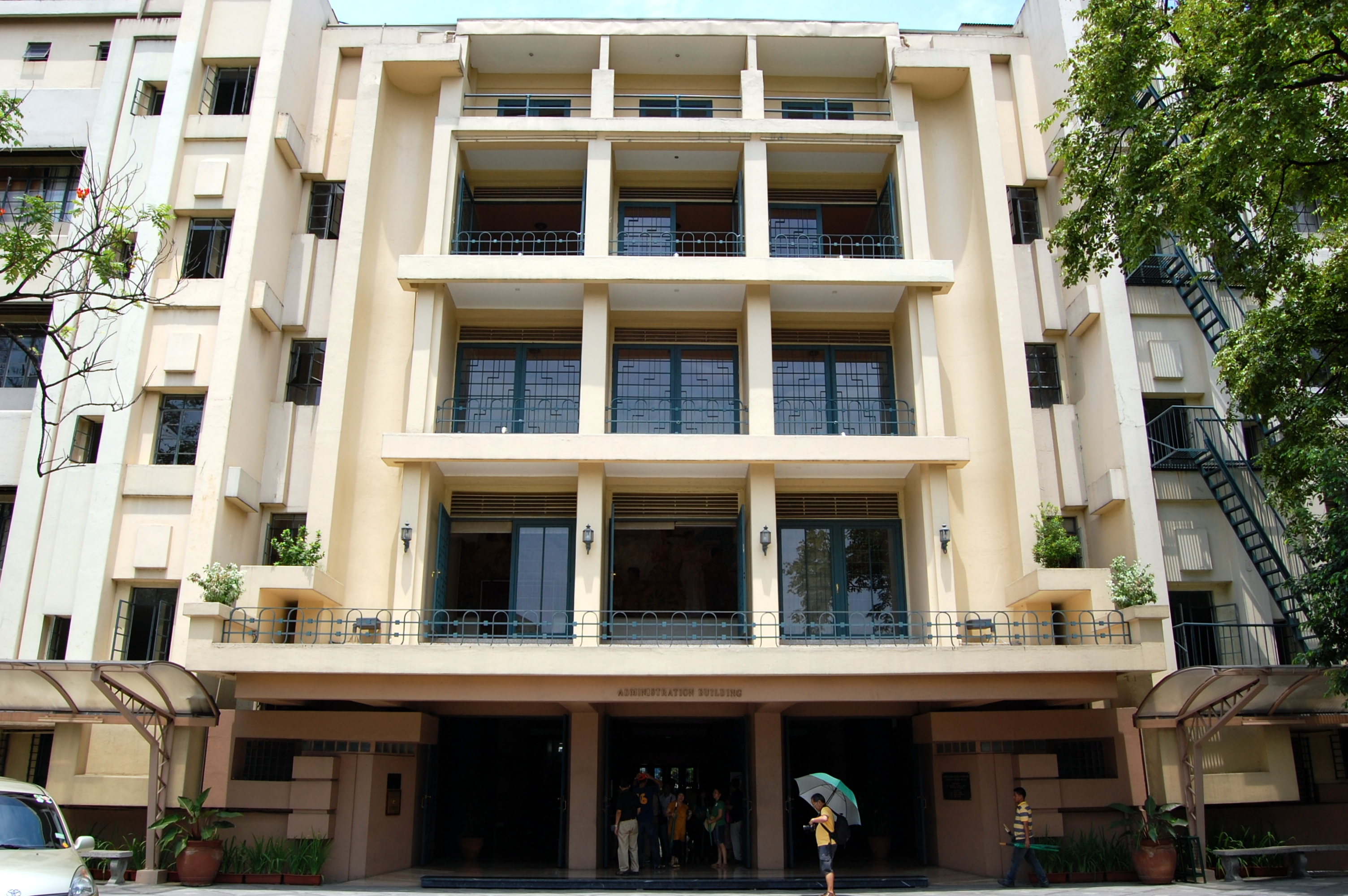
Bestuursgebouw van de FEU

Far Eastern University (FEU) is een universiteit in de zogenaamde University Belt in Manilla. De FEU ontstond door een fusie van het Far Eastern College en het Institute of Accounts Business and Finance (IABF) in 1933. Vanaf 1934 opereerde de FEU daadwerkelijk als universiteit met Nicanor Reyes als eerste president. Het is daarmee de op vijf na oudste universiteit van de Filipijnen.
FEU werd begin jaren 50 wel genoemd als de grootste universiteit van Azië, toen het instituut bijna 50.000 studenten had.